# White Castle (Restaurant)

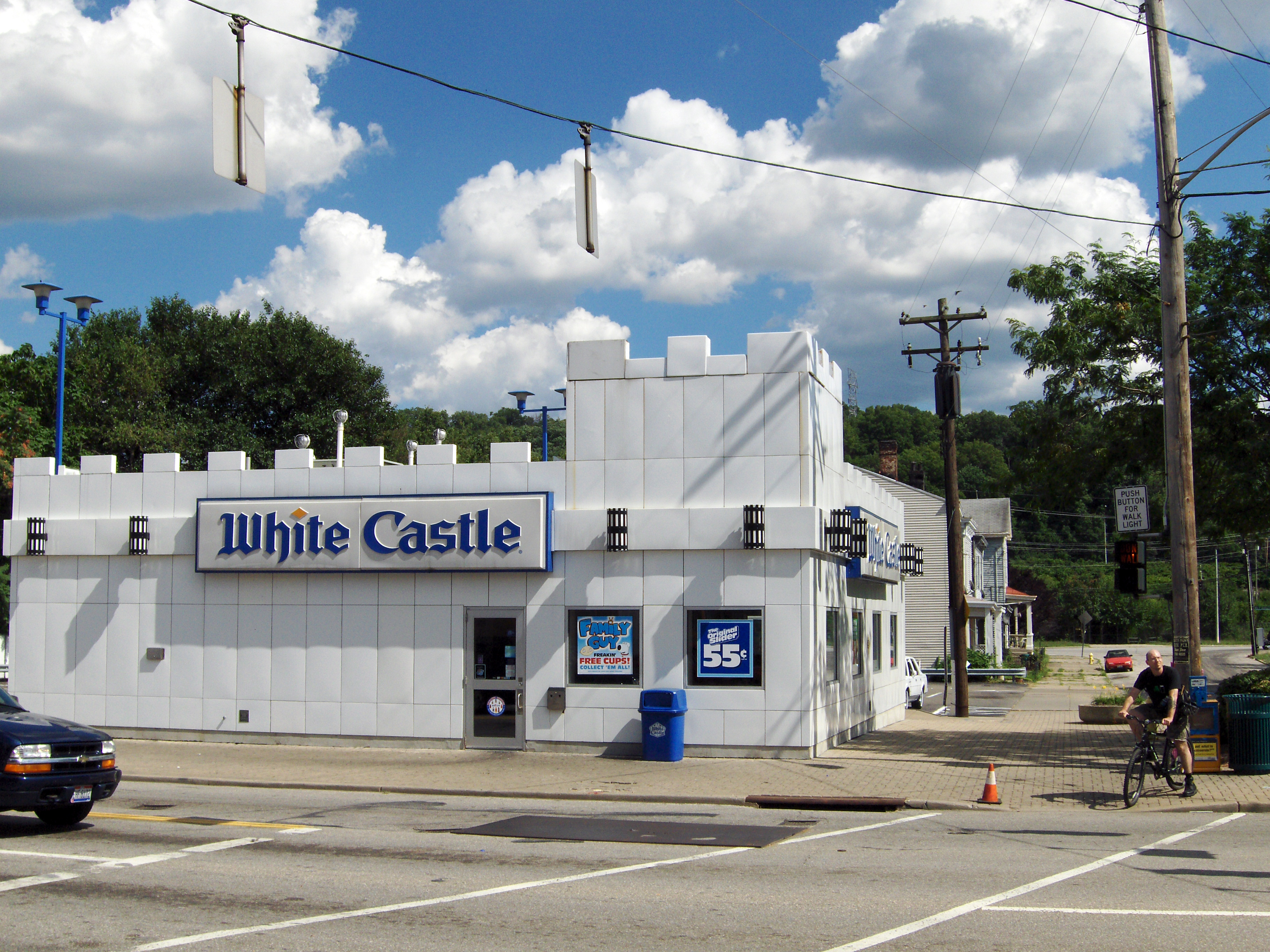
Eine Filiale in Cincinnati, Ohio

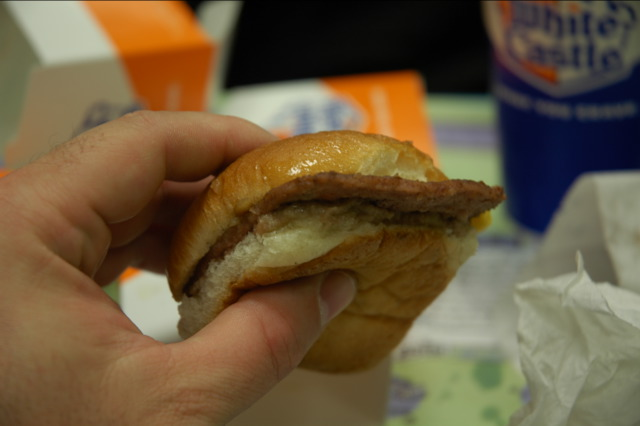
Ein typischer Slider

White Castle ist die älteste Hamburger-Restaurant-Kette in den Vereinigten Staaten. White Castle ist bekannt für seine viereckigen Mini-Burger, auch „Sliders“ (oder „Slyders“) genannt. Die typische Architektur der White-Castle-Restaurants zeigt eine weiße Burg mit Zinnen auf der Außenmauer.

## Geschichte
Das erste Restaurant wurde 1921 in Wichita (Kansas) von dem Unternehmer Billy Ingram und seinem Partner, dem Koch Walter Anderson eröffnet. Seit 1934 befindet sich der Hauptsitz des Unternehmens in Columbus (Ohio). Die Kette umfasst ca. 420 Restaurants und verfügt in den USA nicht über eine flächendeckende Präsenz. White Castle Burger werden in einem eigenen Verfahren auf einem Zwiebelbett gedünstet. Die vergleichsweise kleinen Burger werden typischerweise in größeren Stückzahlen (beispielsweise 30 Stück im „Crave Case“-Karton) bestellt.
White Castle spielte eine wichtige Rolle in der Komödie Harold & Kumar. Auch in der Serie King of Queens ist die Kette in diversen Folgen ein Thema. Zudem spielt im Film American Splendor White Castle eine wesentliche Rolle.

## Standorte
White Castle hat in den folgenden US-Bundesstaaten Filialen:
- Illinois
- Indiana
- Kentucky
- Michigan
- Minnesota
- Missouri
- New Jersey
- New York
- Ohio
- Tennessee
- Wisconsin
- Nevada